# Нитрат серебра(II)
Нитрат серебра(II) — неорганическое соединение,
соль металла серебра и азотной кислоты с формулой Ag(NO3)2,
бесцветные кристаллы,
разлагается водой.
Данное вещество упоминается всего в одной книге и скорее всего его описание является ошибочным.

## Получение
- прокаливание нитрата серебра(I) озоном.
- взаимодействие фторида серебра (II) с безводной азотной кислотой:

{\displaystyle {\mathsf {AgF_{2}+2HNO_{3}\ \xrightarrow {} \ Ag(NO_{3})_{2}+2HF\uparrow }}}

## Физические свойства
Нитрат серебра(II) образует бесцветные кристаллы.
Сообщается об исследованиях ЭПР растворов нитрата серебра(II).

## Химические свойства
- Разлагается водой:

{\displaystyle {\mathsf {4Ag(NO_{3})_{2}+2H_{2}O\ {\xrightarrow {}}\ 4AgNO_{3}+4HNO_{3}+O_{2}\uparrow }}}